# U 503
U 503 war ein deutsches Unterseeboot der Klasse IX C, welches im Zweiten Weltkrieg im Nordatlantik eingesetzt wurde.

## Technische Daten
U 503 war ein Zweihüllen-Hochsee-Tauchboot und hatte eine Wasserverdrängung von insgesamt 1120 t über und 1232 t unter Wasser. Das Boot war 76,76 m lang, 6,76 m breit und hatte einen Tiefgang von 4,70 m. Zwei 2200 PS starke MAN-Neunzylinder-Viertakt-Dieselmotoren M 9 V 40/46, mit Aufladung, ermöglichten eine Höchstgeschwindigkeit von 18,3 kn über Wasser. Bei 10 kn Fahrt verfügte das Boot über eine Reichweite von ca. 12.000 Seemeilen. Die beiden 500 PS starken SSM-Doppel-E-Maschinen GU 345/34 hatten 62 × 62 Akku-Zellen AFA Typ 44 MAL 740 W. Damit konnten unter Wasser maximal 7,3 kn erreicht werden. Bei einer Fahrt von 4 kn konnte eine Reichweite von 64 Seemeilen erzielt werden. Aus den 4 Bug- und 2 Hecktorpedorohren konnten um die 22 Torpedos oder 44 TMA- oder 66 TMB-Minen ausgestoßen werden. Die Tauchtiefe betrug 100–200 m während die Zerstörungstauchtiefe bei 250 m und die Schnelltauchzeit bei 35 Sekunden lagen. Das Boot verfügte über ein 10,5-cm Utof-L/45-Deckgeschütz mit 180 Schuss, ein 3,7-cm-Einzel-Flak mit 2625 Schuss und ein 2-cm-Flak mit 4250 Schuss.

## Das Boot
Der Bauauftrag von U 503 wurde am 25. September 1939 an die Deutsche Werft AG in Hamburg-Finkenwerder als 33. Einheit der Klasse IX C vergeben. Die Kiellegung unter der Bezeichnung „Neubau 293“ begann am 29. April 1940, der Stapellauf erfolgte am 5. April 1941 und die Indienststellung unter dem Kommando von Kapitänleutnant Otto Gericke fand schließlich am 10. Juli 1941 statt. Als Turmemblem wurde das Wappen der Stadt Braunschweig an der Backbordseite des Turmes geführt, da die Stadt einen Teil der Baukosten von U 503 übernommen hatte.

## Fronteinsatz
Nach Abschluss der Ausbildung bei der AGRU-Front, dem U-Bootabnahmekommando, Torpedoerprobungskommando, der 25. und 26. U-Flottille, verließ das Boot am 15. Februar 1942 den Kieler Hafen zur ersten Unternehmung und verlegte zunächst zum U-Stützpunkt Helgoland, wo es am 16. Februar einlief und dort die Funkbeschickung erfolgte. Doch zur Reparatur des Senders musste das Boot nach Bergen verlegt werden. Nach der Reparatur lief U 503 endgültig zur 1. Unternehmung aus und befand sich 19 Tage auf See. Die Operationsgebiete waren der Nordatlantik und das Gebiet südöstlich von Neufundland, wo das Boot am 15. März auf den Geleitzug ON-72 traf, aber keine Versenkungen oder Beschädigungen erzielte.

## Verlust

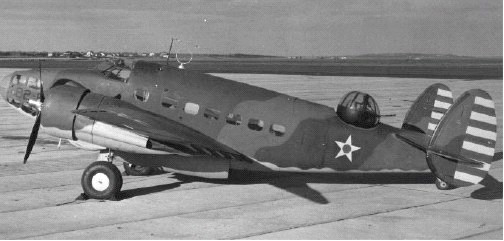
Eine Lockheed PBO-1 der Squadron VP-82, die U 503 versenkte.

Nach der Sichtung des Geleitzuges ON-72 fuhr U 503 an der Wasseroberfläche hinter dem Geleitzug her, wo es von einer US-amerikanischen PBO-1 Hudson der US-Navy Squadron VP-82, geflogen von Donald F. Maison, gesichtet und mit Wasserbomben attackiert wurde. Die Bomben detonierten dicht bei U 503 und zerstörten es. Das Wrack sank auf der Position 45°,50' N – 48°,50' W im ehemaligen Marineplanquadrat BC 4971. Es war ein Totalverlust mit 51 toten Seeleuten.